# Patrimoine national en Iran
Les patrimoines nationaux d'Iran comprend un ensemble de monuments historiques d'Iran, qui ont été officiellement enregistrés en vertu du la loi sur la préservation des monuments nationaux adoptée par l'Assemblée nationale en 1930 (1309 de l'Hégire). Conformément à l'article trois de cette loi, tous les bâtiments et lieux construits jusqu'à la fin de la dynastie Zand (1750-1794) en Iran peuvent être considérés comme faisant partie des monuments nationaux d'Iran et être placés ainsi sous la protection du gouvernement. 25 ans plus tard, le 11 Bahman 1334 (calendrier iranien correspondant au Ier février 1956), avec l'enregistrement du Palais du Golestan, l'interdiction de l'enregistrement des monuments de la période de la dynastie Kadjar a été pratiquement levée. ",.

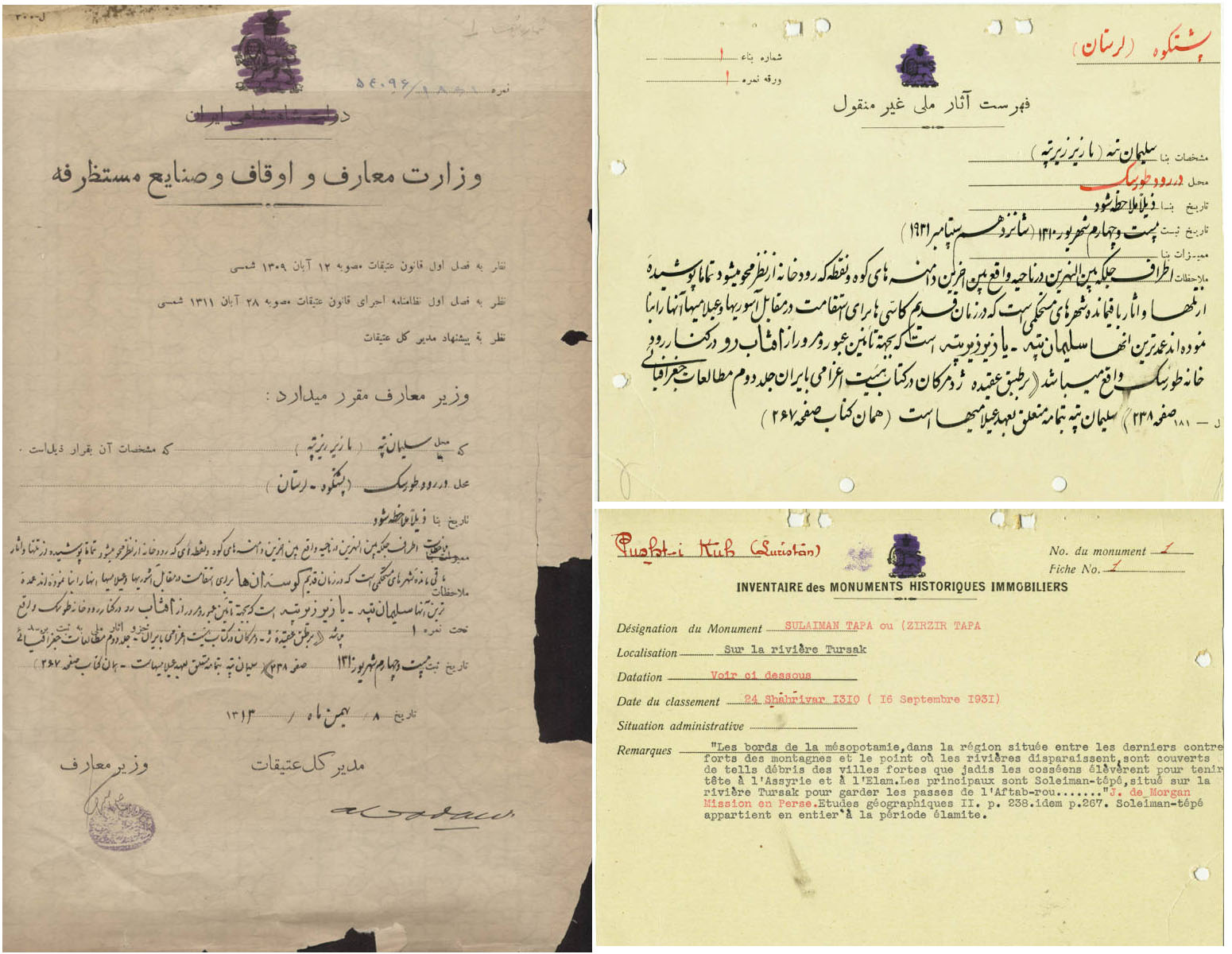
Première inscription dans la liste, le 16 septembre 1931 le Soleyman Tappeh dans la province d'Ilam par intervention d'André Godard

## Critères
Le processus d'inscription sur la liste comporte cinq étapes et le monument doit avoir au moins l'une des caractéristiques principales qui sont celles-ci : 
- A. L'œuvre représente une période de l'histoire nationale ou internationale dotée d'une riche charge culturelle et historique.
- B. L'œuvre appartient ou est liée à des personnalités marquantes de l'histoire du pays ou renseigne sur une partie de leur vie, de leur activité.
- C. L'œuvre a une origine historique nationale ou internationale et représente un jalon dans l'histoire de l'homme ou d'un mouvement artistique.
- D. L'œuvre contient des informations complètes sur l'histoire des connaissances humaines, sur la culture et la civilisation, sur l'histoire des sciences et des arts ou a joué un rôle décisif dans ces domaines.
- E. L'œuvre fait l'objet d'intérêt, de respect, d'attention.

## Histoire des enregistrements successifs
La loi créant une liste des monuments nationaux d'Iran a été suivie le 12 août 1312 (Hégire) d'une seconde loi obligeant le gouvernement d' identifier et de répertorier tous les monuments nationaux et de rendre la liste publique. Leurs propriétaires devaient informer le gouvernement et les conserver en leur possession tandis que le gouvernement devait prendre toutes les mesures destinées à la préserver. Le transfert de propriété de  l'œuvre restait possible mais sous réserve d'autorisation et sous la supervision du gouvernement.
La loi  impose une amende pour tout dommage causé aux monuments nationaux ou pour des agissements à proximité de ceux-ci qui provoquent un ébranlement de leurs fondations ou une modification de leur apparence. En cas de vente sans autorisation du gouvernement, une amende est fixée proportionnellement au prix de vente obtenu.
La loi déclare que les excavations de terres autour des monuments protégés étaient réservées à l'État. Les propriétaires fonciers privés n'avaient, par contre, pas le droit de refuser des excavations demandées par l'État. En cas de découverte de trésors, de monuments le gouvernement pouvait conserver jusqu'à dix objets découverts à sa discrétion, le reste étant laissé pour moitié à l'État et pour moitié au découvreur.
Le 28 août 2011, le décret exécutif de la loi prévoyait que les monuments de l'époque Qadjar n'étaient pas inclus dans la liste. Mais le 23 octobre 2013, un nouveau décret les a inclus dans la protection et la restauration des monuments.
Le 24 septembre 1310 (Hégire), un premier groupe de monuments a été enregistré qui se trouvait être le Soleyman Tappeh dans la province d'Ilam. C'est l'archéologue français André Godard qui était à l'origine de cette initiative. À la fin de la période de Reza Shah, en 1941, 340 monuments avaient été inscrits et en 1979, à la fin de la période des Pahlavi, 1 633 monuments avaient été inscrits.